# Shimano Racing Team/Saison 2014
Dieser Artikel listet Erfolge und Fahrer des Radsportteams Shimano Racing Team in der Saison 2014 auf.

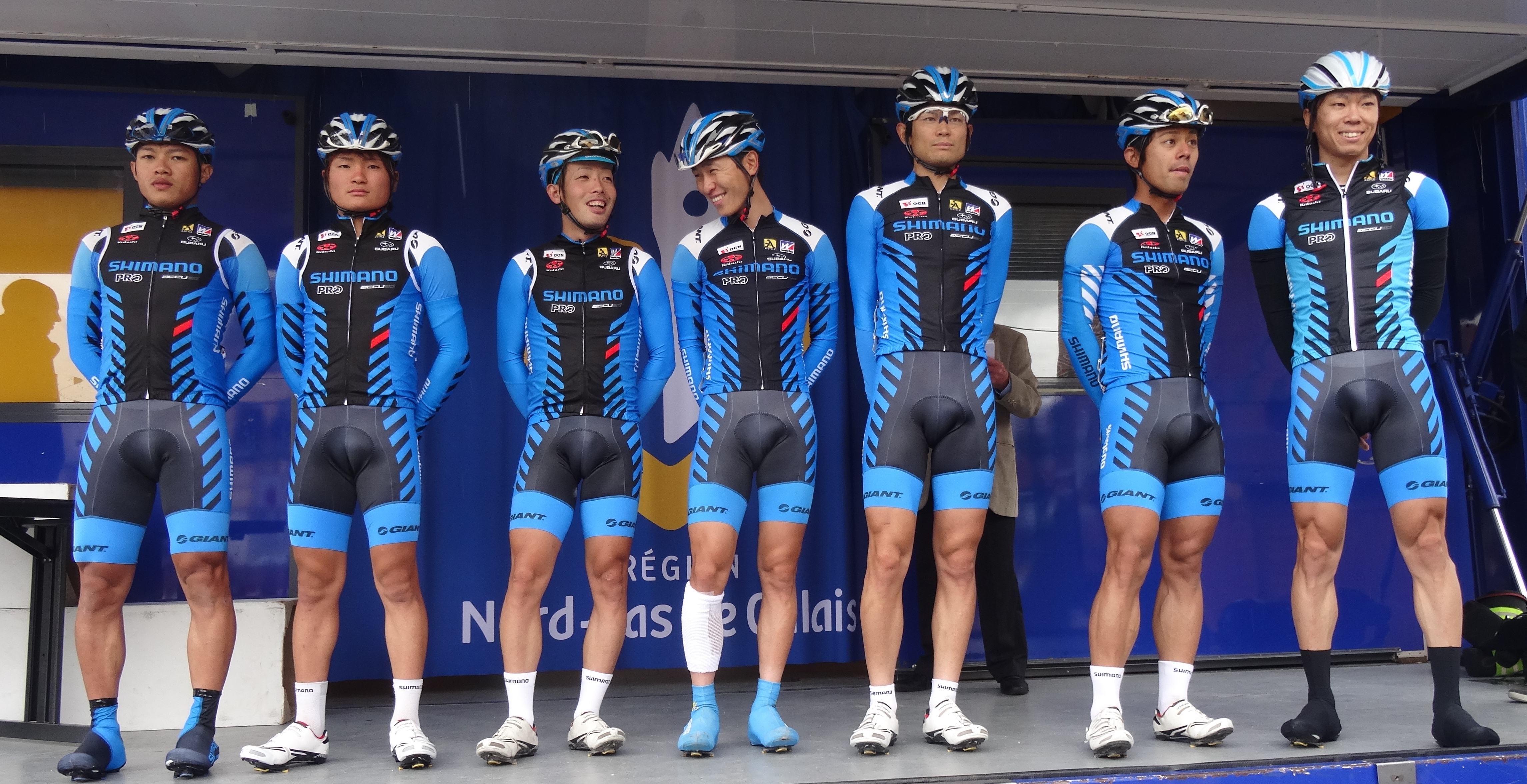

## Abgänge – Zugänge
| Zugänge                   | Team 2013             | Abgänge         | Team 2014          |
| ------------------------- | --------------------- | --------------- | ------------------ |
| Darren Low                | OCBC Singapore (2012) | Kazuki Aoyanagi | Utsunomiya Blitzen |
| Keisuke Kimura            | Neoprofi              | Yuzuru Suzuki   | Utsunomiya Blitzen |
| Kōta Yokoyama (ab 01.04.) | Neoprofi              | Masahiko Yasui  | Unbekannt          |

## Mannschaft
| Name             | Geburtstag        | Nationalität |
| ---------------- | ----------------- | ------------ |
| Yūsuke Hatanaka  | 21. Juni 1985     | Japan        |
| Shōtarō Iribe    | 1. August 1989    | Japan        |
| Masato Izutsu    | 21. Mai 1981      | Japan        |
| Keisuke Kimura   | 15. Dezember 1991 | Japan        |
| Darren Low       | 14. Juli 1988     | Singapur     |
| Hiroki Nishimura | 20. Oktober 1994  | Japan        |
| Ryōma Nonaka     | 22. Juli 1989     | Japan        |
| Kōta Yokoyama    | 20. August 1995   | Japan        |
| Hayato Yoshida   | 19. Mai 1989      | Japan        |

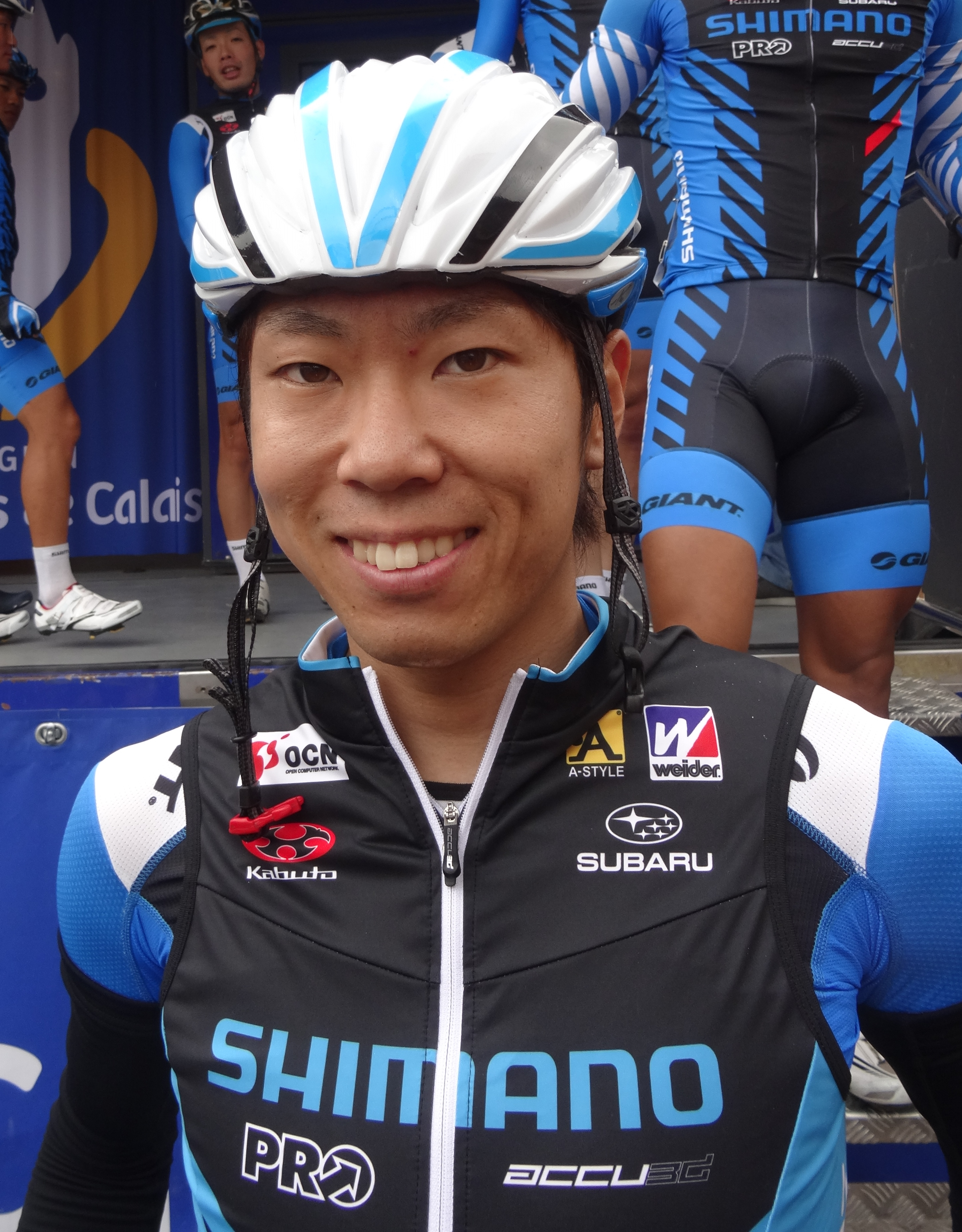
Yūsuke Hatanaka.
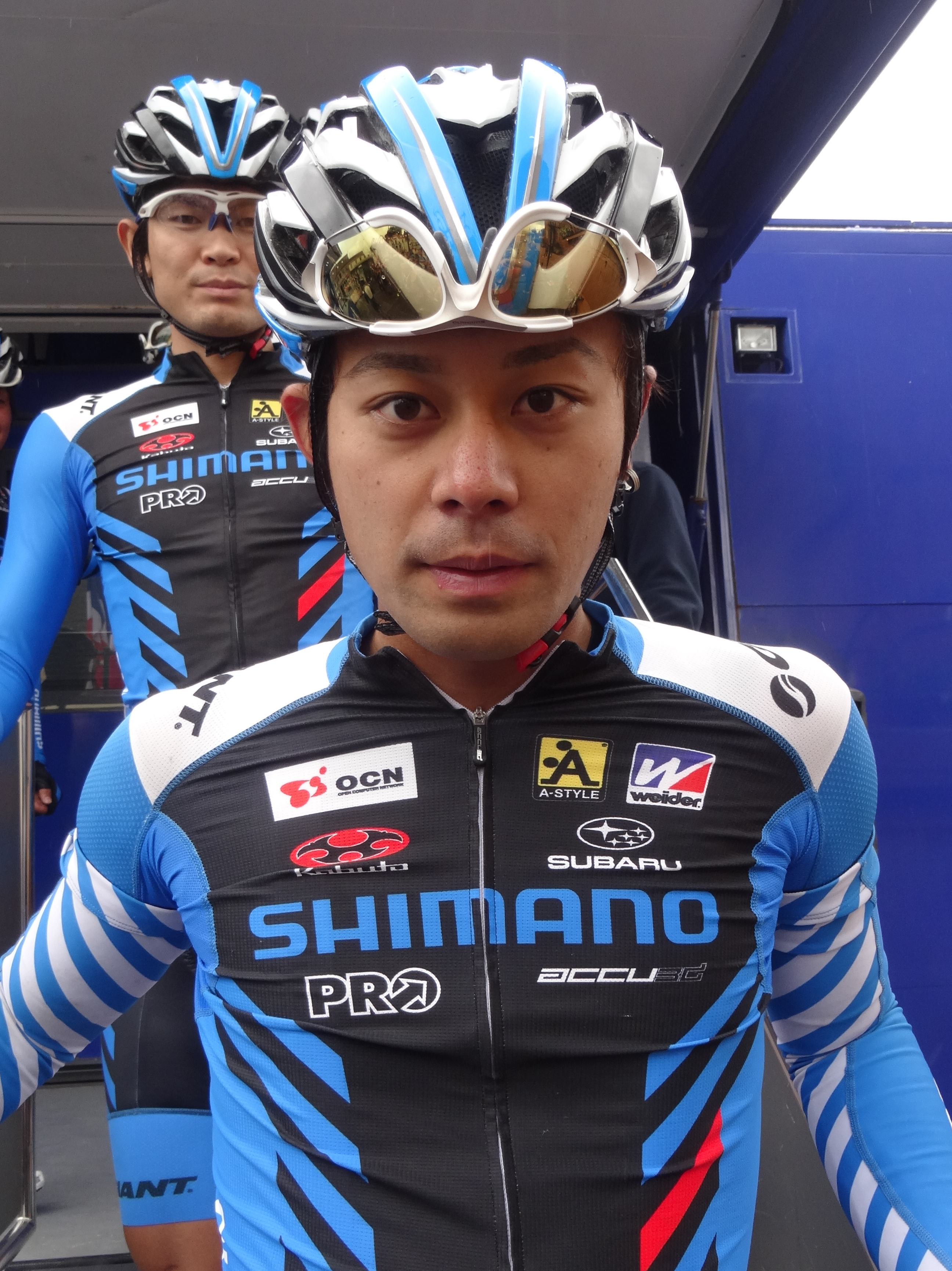
Hayato Yoshida.
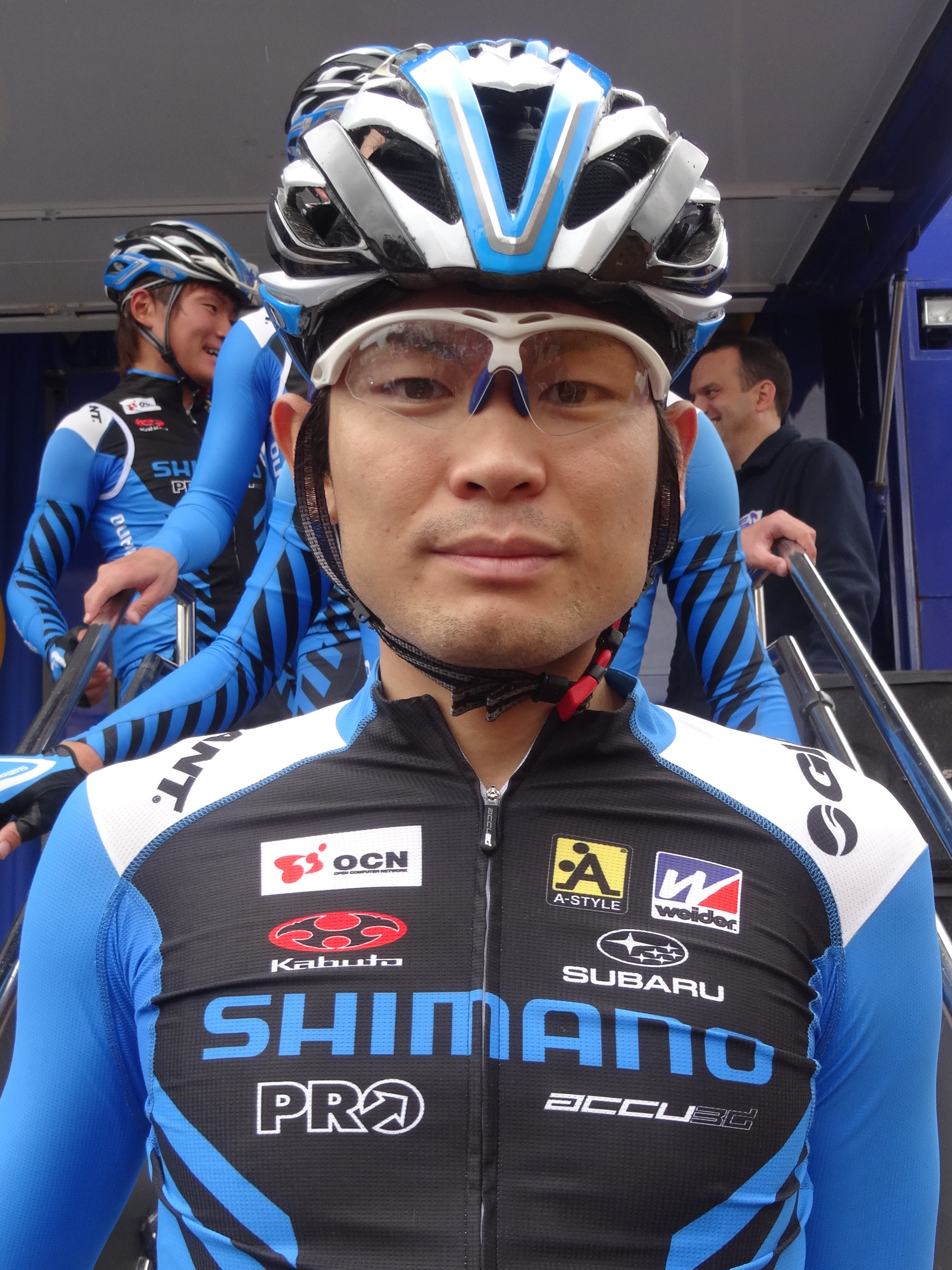
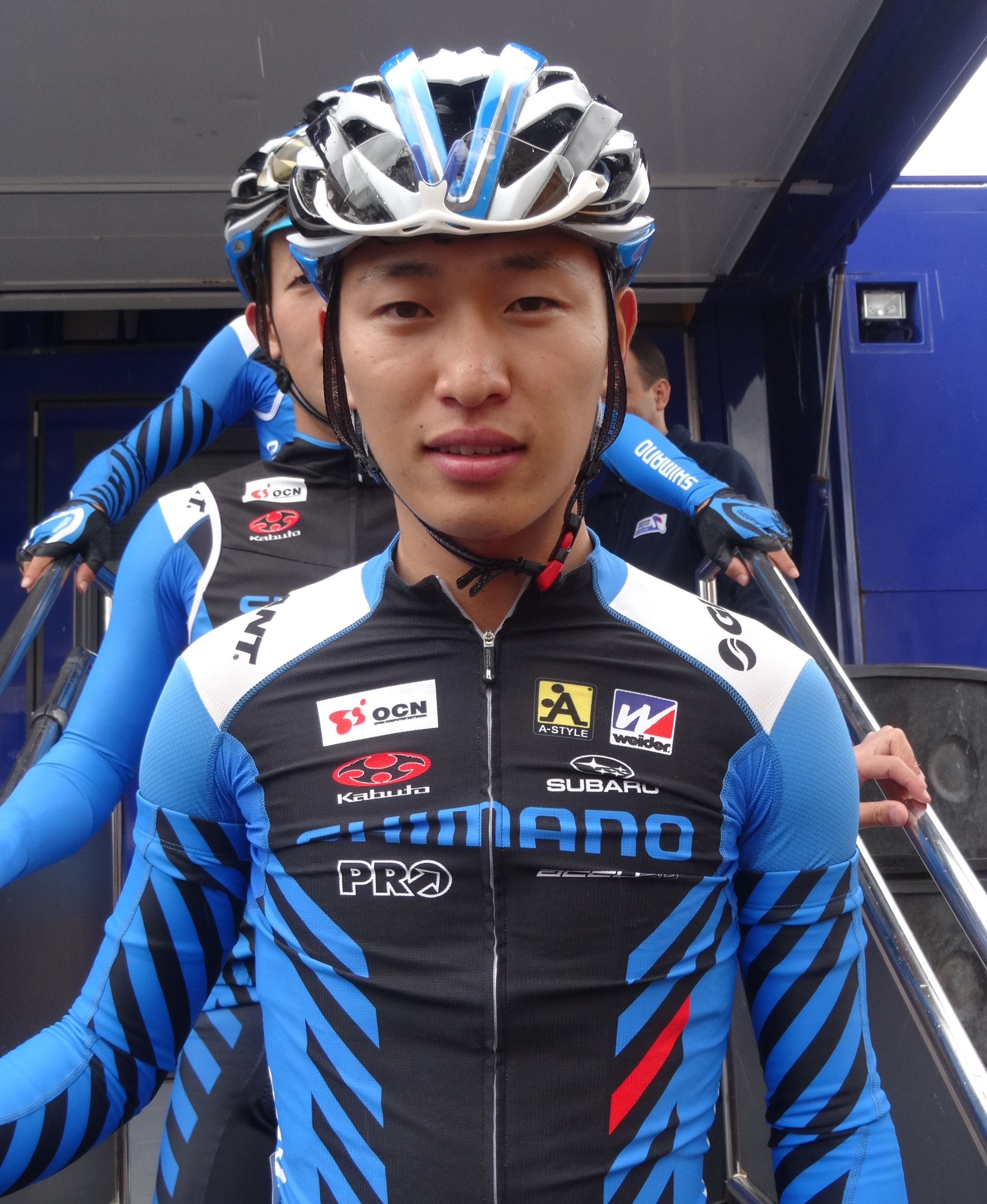
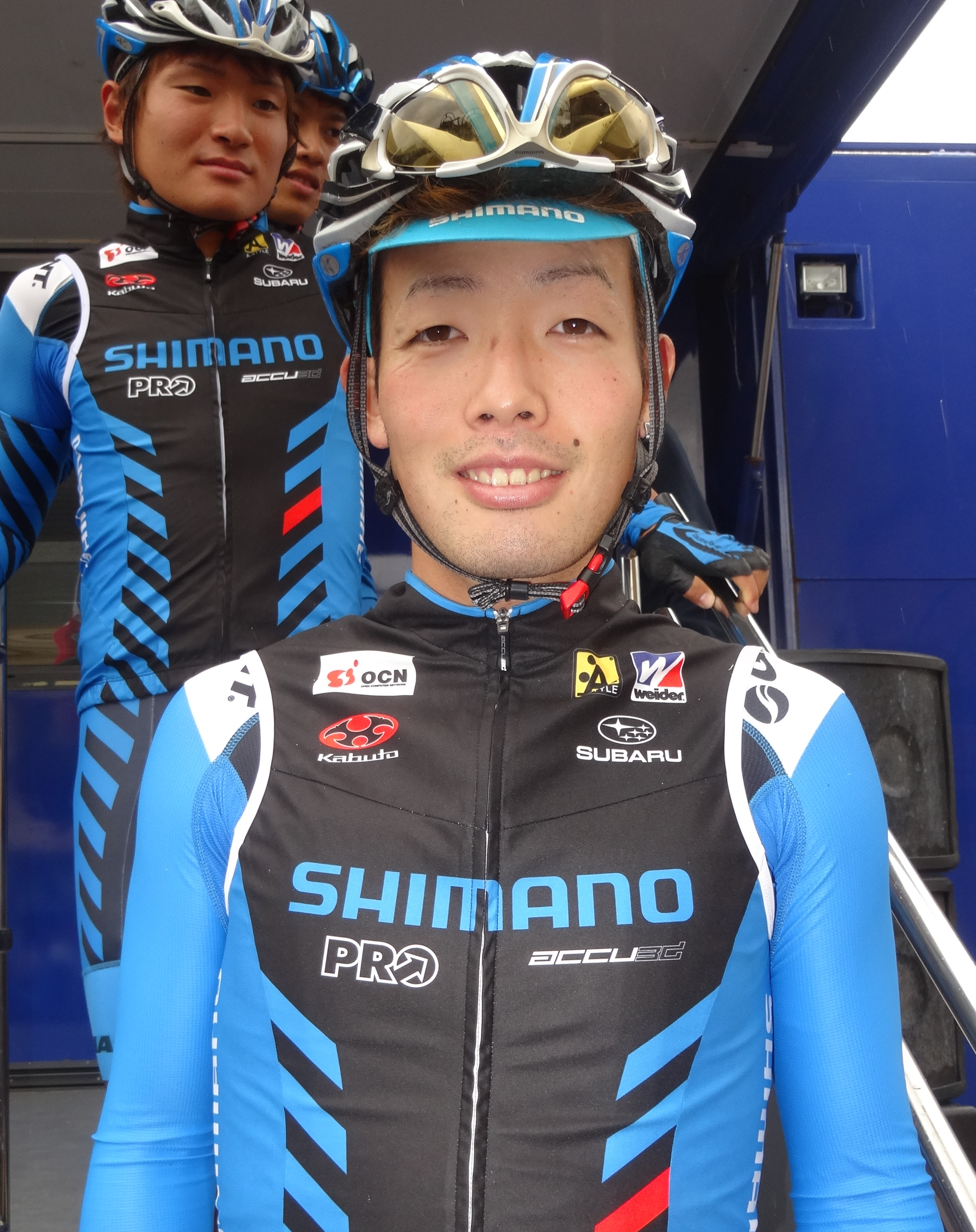
Shotaro Iribe.
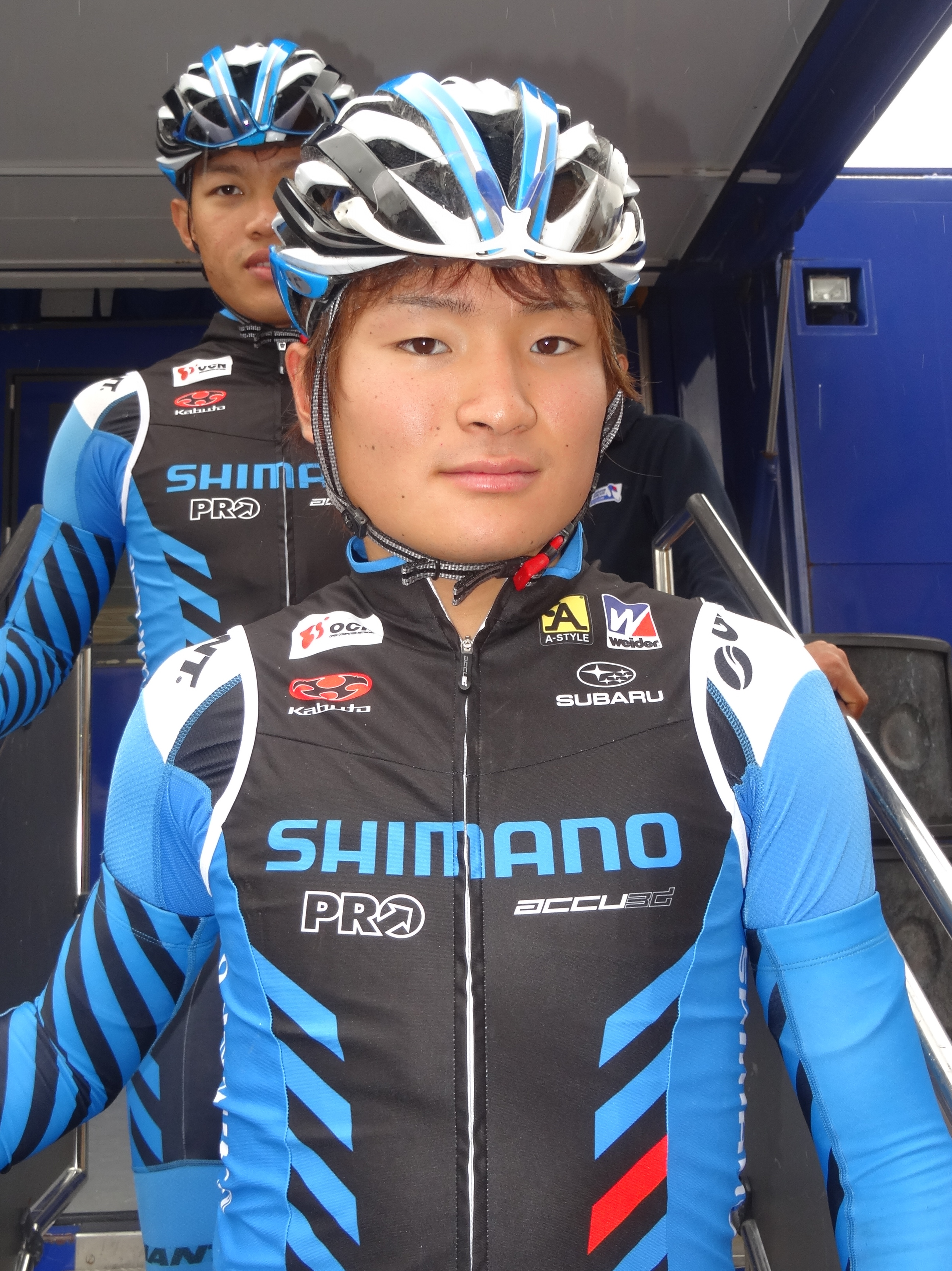
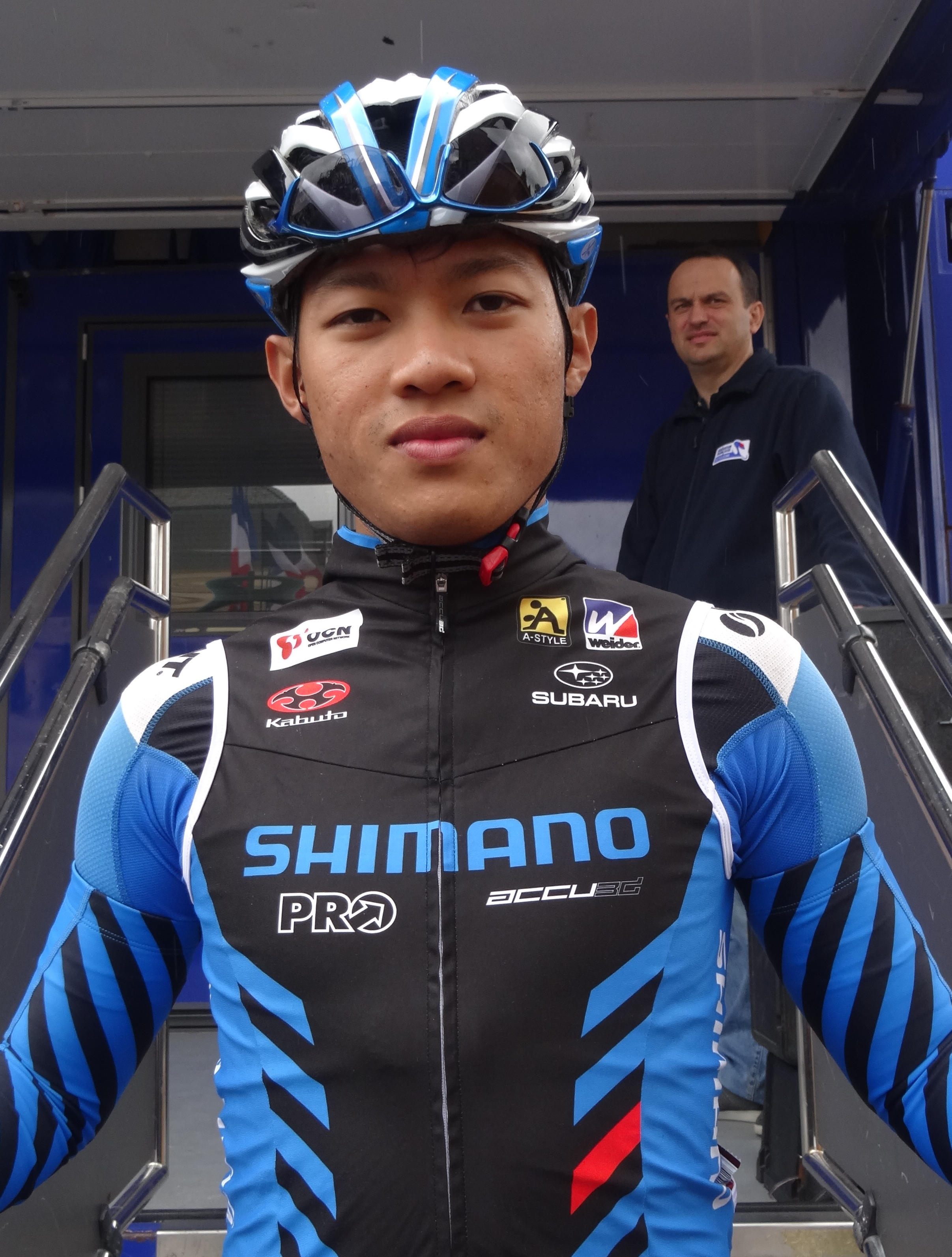
Darren Low.